# DDR5 SDRAM
DDR5 SDRAM (англ. double-data-rate five synchronous dynamic random access memory) — п'яте покоління оперативної пам'яті, що є еволюційним розвитком попередніх поколінь DDR SDRAM. Планується, що DDR5 зменшить енергоспоживання, а також матиме подвоєні пропускну здатність і об'єм у порівнянні з DDR4 SDRAM.
Корпорація Intel в виступі 2016 року передбачала, що JEDEC може випустити специфікацію DDR5 SDRAM в 2016, з комерційною доступністю пам'яті до 2020 року.
У березні 2017 JEDEC повідомила про плани випустити специфікацію DDR5 в 2018 році На форумі JEDEC Server 2017 повідомлялося про дату попереднього доступу до опису DDR5 SDRAM з 19 червня 2017 року, а 31 жовтня розпочався дводенний «DDR5 SDRAM Workshop». Компанія Rambus анонсувала прототип пам'яті DDR5 RAM в вересні 2017 року, з доступністю не раніше у 3 кварталі 2018 року. Micron виготовила перші прототипи пам'яті в 2017 році, вони були перевірені за допомогою контролера Cadence (TSMC, 7 нм).
У продаж перші комерційні модулі DDR5 (DDR5-4800) обсягом 16 Гб від Team Group надійшли 28 червня 2021 року за ціною  $310,99. Вони вимагали лише 1,1 вольта для роботи й не мали радіатора.
1 листопада 2023 року, компанія Essencore, якій належить торговельна марка Klevv, повідомила про розширення асортименту модулів оперативної пам’яті DDR5 двоканальними комплектами ОЗУ серій CRAS V RGB, CRAS XR5 RGB і BOLT V загальним обсягом 48 і 64 Гб. Двоканальні комплекти пам’яті CRAS V RGB DDR5 об’ємом 48 і 64 Гб пропонують швидкість від 6000 до 8000 МТ/с, модулі ОЗУ мають робочу напругу від 1,35 до 1,45 В. Двоканальні комплекти пам’яті CRAS V RGB DDR5 об’ємом 48 і 64 Гб також пропонують швидкість від 6000 до 8000 МТ/с, для цих комплектів ОЗУ вказується робоча напруга від 1,3 до 1,55 В. Двоканальні комплекти BOLTV DDR5 об’ємом 48 та 64 Гб пропонують швидкість від 6000 до 6800 МТ/с, для всіх зазначених модулів робочою напругою є 1,35 В. Всі нові модулі оперативної пам'яті DDR5 оснащені радіаторами охолодження з RGB-підсвічуванням (або без підсвічування).

## Галерея

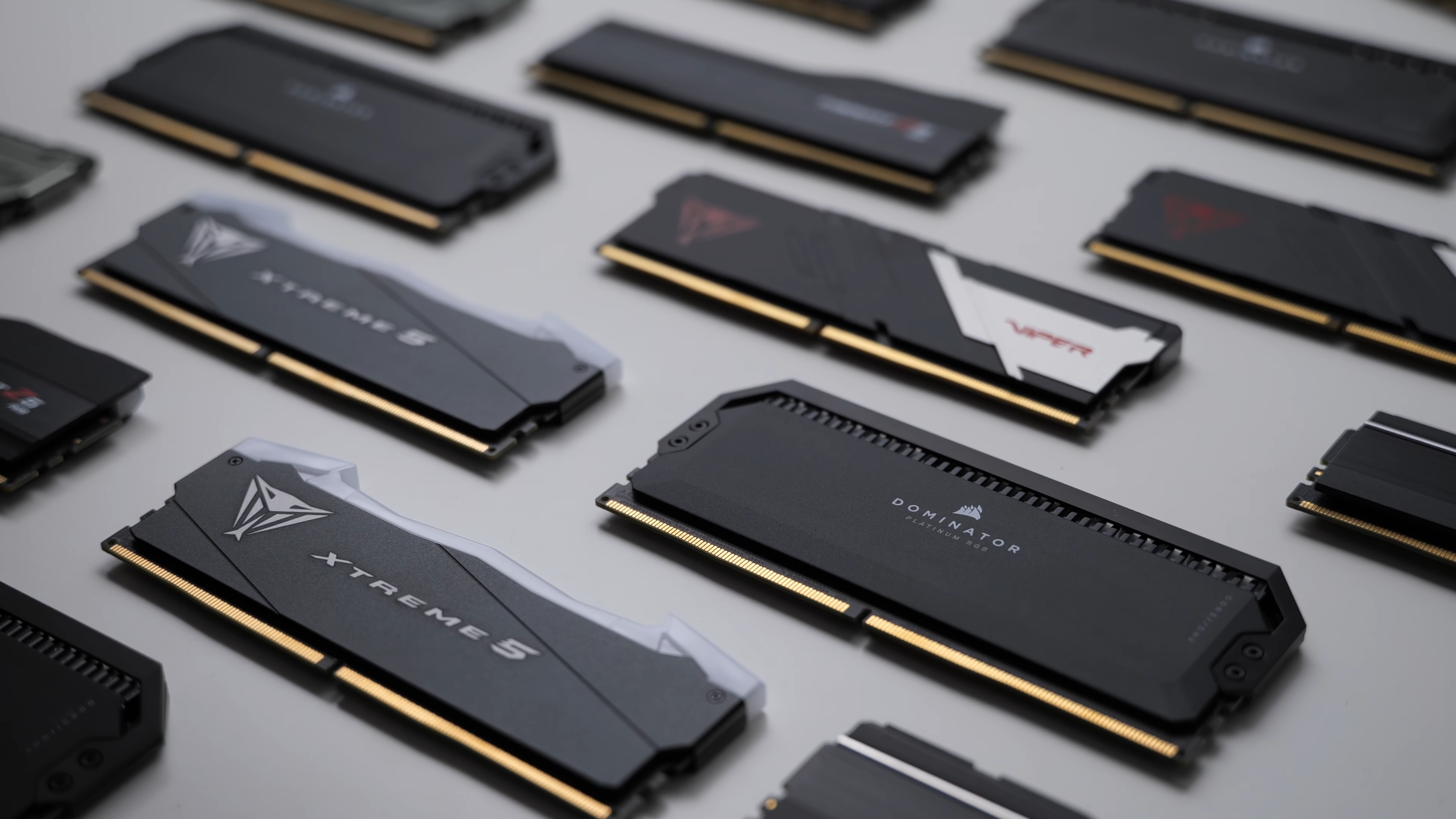
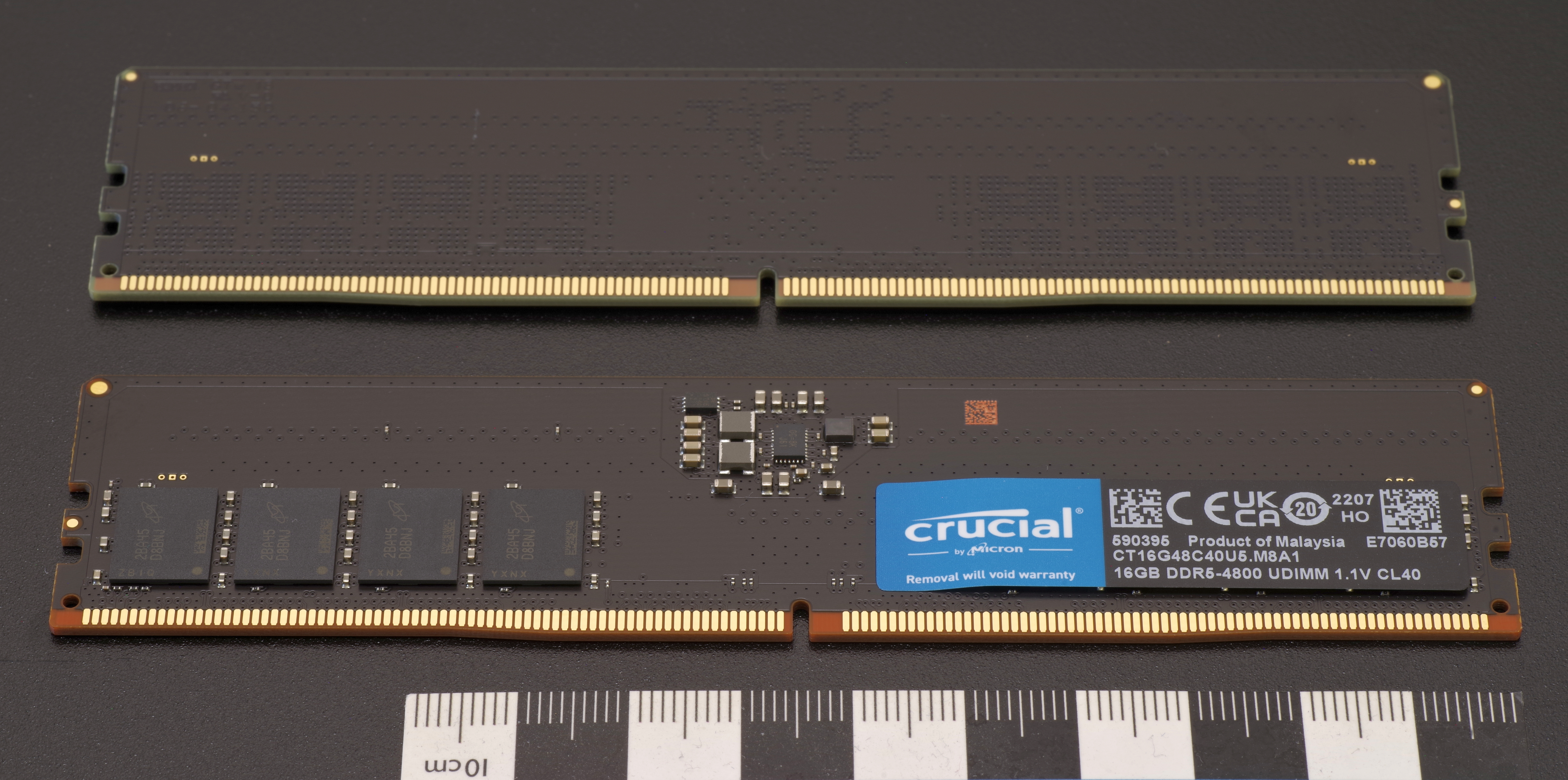
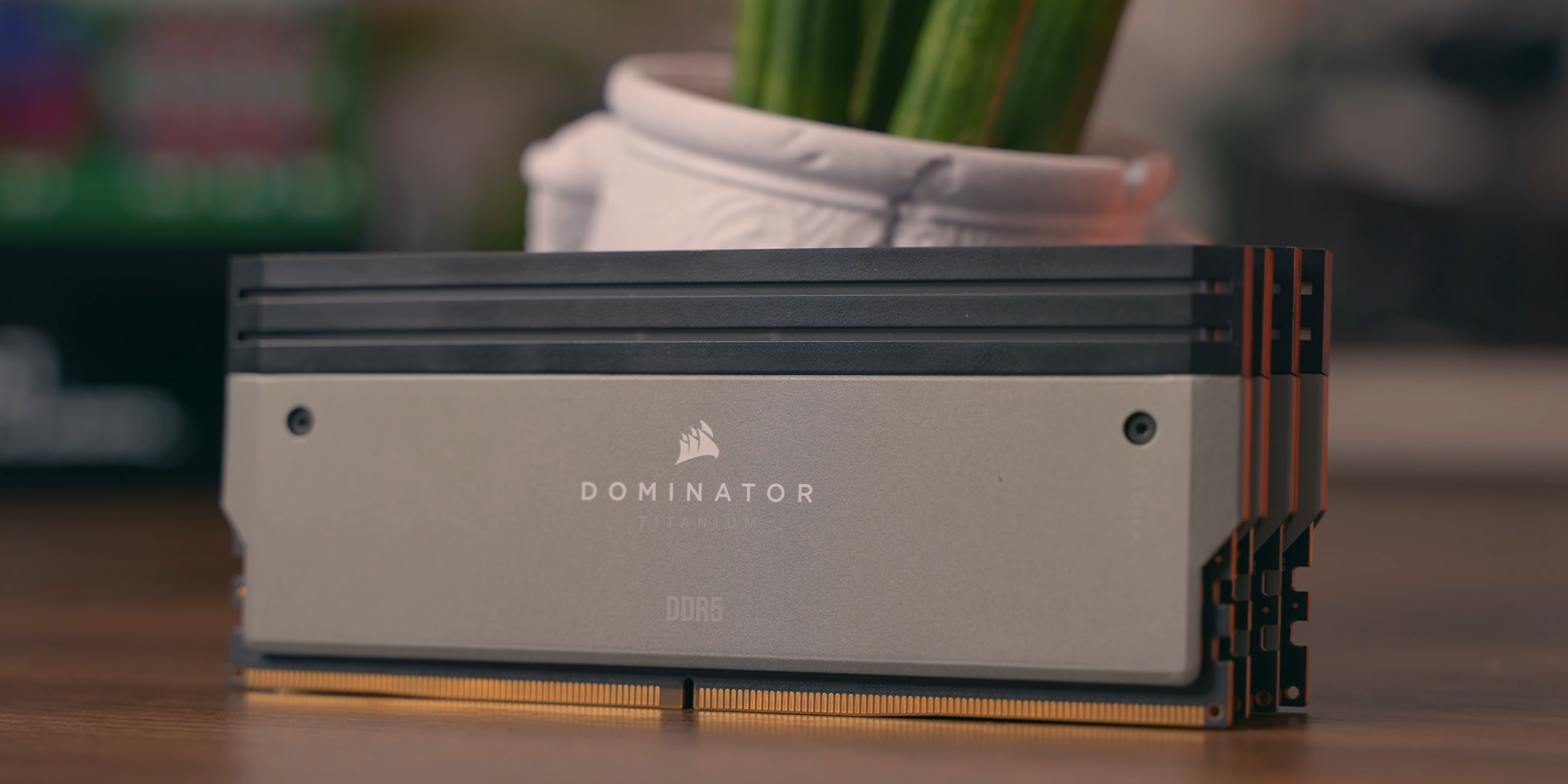